# Рейдж Агейнст дъ Мъшин
„Рейдж Агейнст Дъ Мъшин“ (на английски: Rage Against The Machine, RATM) е Алтърнатив метъл група от Съединените щати, съществувала между 1992 и 2000 г.
Нейни членове са Зак де ла Роча (вокал), Том Морело (китара), Брад Уилк (барабани), Тим Комърфорд (бас китара). Тя се отличава не само с нoваторския си по това време стил – смесица от фънк метъл, алтърнатив и рап, но и с политическата насоченост на текстовете си. Групата се разпада през 2000, когато Де ла Роча напуска групата. Останалите трима членове се събират с бившия вокал на Саундгардън – Крис Корнел и създават групата Audioslave. Групата отново се събира заедно през 2007. До 2011 г., групата продължава да прави изпълнения предимно на живо по фестивали в цял свят. През 2016 Морело, Комерфорд и Уилк сформират нова група – Prophets of Rage, заедно с рапърите B-Real (Cypress Hill) и Chuck D (Public Enemy)
RATM, групата която наложи рап-метала на световна сцена и измисли един от най-важните лайтмотиви на десетилетието: принципно обединение на целите на музиката на черните и белите бунтари. RATM(1992), един от най-агресивните албуми за времето си, достоен наследник на убийствената ярост на „Ем Си Файв“, комбинация от непрестанни разтърсващи шокове вследствие на китарните експлозии на Том Морело (от свиренето а’ла Хендрикс до хардрок рифовете на Пейдж) и първичното, неистово рапиране на Зак де ла Рока и неговите ултра-дънещи ритми. Злокобната и мрачна атмосфера на Evil Empire(1996), едно философско есе за силната воля, и страстния зов за борба на The Battle of Los Angeles(1999) достигат нови дълбини, въпреки че губят голяма част от остротата си. RATM правят едно от най-важните стилови сливания на 90-те: срещат музиката на черните бунтари (фънк и хип-хоп) с тази на белите (хевиметъл, хардрок и пънк-рок). В социално отношение те са CNN на градските бунтари. В известен смисъл те вземат думите на хип-хопа и междувременно стават любимия жанр на разглезените от управляващите бели интелектуалци и афроамериканци.

## Основаване
Групата е основана в L.A. от един сезонен музикант и един негов луд фен. Музикантът е Том Морело, завършил социология и кениец по произход, който пристига в L.A. през 1986 г. и става китарист в „Lock Up“ и издава експерименталния фънк-рок албум „Somethin’ Bitchin' This Way Come“ (Geffen, 1990). Фенът е Зак де ла Роча, племенник на мексикански фермер-имигрант и син на военен.

## Биографии
Том Морело
Роден на 30 май 1964 г. в Харлем, Ню Йорк. Майка му Мери Морело е създателка на организацията „Родители за Рок и Рап“ и група против цензурата. Баща му е кенийски революционер, който по-късно става първият кенийски делегат в Обединените Нации. През 1986 г. Морело завършава Харвард, специалност „Политически науки“. Той се мести в L.A. с намерение да създаде или да се присъедини към група и се присъединява към „Electric Sheep“. През 1988 г. се присъединява към „Lock Up“, които се разпадат след издаването на първия си албум.
Зак де ла Роча
Закъри Мануел де ла Роча роден в Long Beach, California на 12 януари 1970 г. Родителите му се разделят, когато е на 1 година и отива с майка си да живеят в Ървайн, Калифорния, който е сред „най-белите“ градове в Южна Калифорния. В гимназията навлиза в хардкор и пънк сцената, свири на китара и пее в „straight edge“ групата „Hardstance“.
Неговият интерес към групи като „Sex Pistols“ и „Bad Religion“ насочват вниманието му към „Minor Threat“, „Bad Brains“ и „Teen Idles“. Зак формира „Inside Out“, с която печели много фенове в Huntington Beach и Irvine. Те издават сингъла „No Spiritual Surrender“ за „Revelation Records“ през 1990 година преди да се разпаднат. „С Inside Out напълно се отделихме от обществото, за да се видим като дух, който не се пречупва пред „системата“, която те възприема просто като още едно камъче на плажа. Аз излях всичкия си гняв чрез тази група.“ – казва Зак. Мексиканското му потекло го разделя от богатите бели деца; той никога не е бил финансово осигурен и започва да споделя идеите на своите мексикански другари. След като се разпада „Inside Out“, той започва самостоятелни изпълнения в местните клубове, където среща Том Морело и Брад Уилк.

## Групата
Щастливата съдба ги среща с Тим Комфрорд, басист и барабаниста Брад Уилк, способен да подражава на ритмите на хип-хопа, както и да разпали яростта на хардрока.
Том Морело се среща със Зак в клуб в L.A., където той рапира. Зак го представя на своя приятел Тим Комфрорд (бас-китара) и сформират „Rage Against the Machine“. Записват 12 песни на касета, която разпространяват самостоятелно. Няколко музикални компании проявяват интерес към тях и те подписват с „Epic Records“. Дебютният им албум „Rage Against the Machine“ излиза през 1992 г. Те участват на фестивала Lollapalooza през 1993, където свирят 15 минути чисто голи, и се превръщат в една от най-известните групи със социално насочени текстове, получават обширен ефир от радиа и телевизии. Следват „Evil Empire“ (1996) и „The Battle of Los Angeles“ (1999). Rage Against the Machine се превръщат в една от най-известните групи-бойци за социалната кауза по света. Зак дори дава показания на подиума на United Nations срещу Съединените щати и тяхното третиране на Abu-Jamal. Вторият и третият албум на Rage се превръщат в „номер едно“, но не в резултат на политическите идеи които носят, както очаква Зак.

## „Rage Against The Machine“, 1992
Rage Against The Machine (Epic, 1992) е сред най-смелите албуми по това време, подобаващ наследник на убийствените „Ем Си Файв“. Не само заради пламенния лирицизъм, подобен на музикално земетресение те успяват да издигнат бариера между тях и хардкора. Тяхната агресия е съсредоточена в уникално преплитане на хевиметъл, хардкор, фънк и хип-хоп. Модел на разнообразието в съвременния L.A., квартетът черпи вдъхновението си от „Public Enemy“, „Clash“, „Bad Brains“ и „Red Hot Chili Peppers“ заради дивите, свирепи словесни и музикални атаки, за да се появят „Killing in the Name“ – шедьовъра с „бронетанков“ ритъм и експлозивен риф, „Bombtrack“ – най-лютия рап, „Know your enemy“ – риф а’ла „Deep Purple“ и „органическо“ соло, постигнато чрез нетипична смяна на тембъра на китарата и „Freedom“ – чудесен пример за тяхното необичайно ритмуване. Тези песни гъмжат от цитати, които „горят“ с огъня на Хендрикс и вибрират от трептения и ритми стил Цепелин – особено „Bullet in the head“ и „Wake up“. Със средствата на музиката те въздигат апели срещу лицемерието на „американската мечта“. С RATM пътищата на белия хардрок и черния хип-хоп се срещат, рифове на електрическа китара и пулсации се допълват, рефрен и нареждане стил рап вече са едно и също.

## „Evil Empire“, 1996
„Evil Empire“ (Epic, 1996) добавя заплашителен и леко извратен тон на тяхното черногледство, благодарение на сбор от разнообразни извивки (повечето от тях ритмични), които правят работата им широкомащабна. Продуктът им е още по-оглушителен, а агресията още по-дива. Същевременно китарата на Том Морело достига високо ниво на стилово примесване: Морело редува мощни хевиметъл рифове със смайващи дисонанси, често с металически отглас (по-смели изпълнения има може би в „Wind below“). Чувството за мощ а ла Ницше се усилва в песните, които комбинират „бронетанково“ звучене и експериментализма, характерен за Хендрикс: „Bulls on parade“, огромно постижение на китарата и преди всичко начина, по който Морело трябва да следи скречовете на DJ-я и „Revolver“, най-сложното и драматично парче. Зад отсечения и жарък стил на „People of the sun“ (металически китарен риф, див рап) и умопомрачаващата „Tire me“ се крият лидерските качества на певеца: неговите текстове са силно политизирани и в ролята си на проповедник Де ла Роча няма конкуренция (Vietnow). Това, което остава да се желае, е повторяемостта на песните, рядко подкрепяни от завладяващи мелодии или рифове. RATM издават само 3 албума за 8 години, рядко събитие в музикалния свят, с което се цели феномена на геройството да бъде достигнат възможна най-бързо. Не е учудващо, че всеки албум е легендарно съдбовно пътуване.

## „The Battle Of Los Angeles“, 1999
The Battle of Los Angeles (Epic, 1999) разочарова само от гледна точка на оригиналността: има много малко, което не сме чували вече в предишните им два албума. Но той все още смайва с първичната си ярост от първото до последното парче. Това е потресаващ запис, издържан в неумолимо темпо. Напрежение се поражда още в първите мрачни секунди на „Testify“ и след избухването на тежките ритми тази страна на Джими Пейдж никога не стихва. „Радио Guerrilla“ поема щафетата и изобилства с техните най-страстни призиви за борба. Песента разкрива Том Морело като изключително ловък китарист, способен да се прояви и промени звученето на всички парчета. Албумът бележи прогрес, въпреки че се усеща как групата се е „усмирила“ по свой си начин. Различни от изкъртващата „Born as Ghosts“, първите две песни са главното оръдие на албума. Със сигурност вихърът на „Sleep Now in the Fire“ стил Джими Хендрикс и размътващото „Born of a Broken Man“ стил Black Sabbath притежават достатъчно сила да съборят небостъргач, но ударението е по-скоро върху звученето, а не върху движението на тялото. Това се забелязва в опитния и склонен към експерименти Мик Чек, една „Stairway to Heaven“ за група бунтари. Политическите провокации на Зак де ла Рока са подсилени от звукови ефекти, които не са толкова очевидни, но оставят дълбоки следи: хоровият рап Calm Like a Bomb e изцяло закотвен към дисонантните китарни акорди (включително и соло, което звучи като полицейска сирена), „Voice of the Voiceless“ e придружена от китара, която звучи като кларинет, „Ashes in the Fall“ е представена от китара, звучаща като бомбардировките в Багдад.

## „Renegades“, 2000
Последния студиен албум на групата, „Renegades“, излиза скоро след разпадането на групата. Той е колекция от кавъри на изпълнители от разнообразни стилове – „Дивоу“, „Сайпръс Хил“, „Ем Си Файв“, „Ролинг Стоунс“, Боб Дилън.

## „Битката за Британия“, 2009
През декември 2009 г. във Facebook и Twitter се повежда кампания против комерсиализацията на британската музика и класации, като се прави опит „killing In The Name“ на Rage да оглави коледната класация, която в последните 4 години е била печелена от победители в музикалното шоу „X-factor“.
На 17 декември те изпълняват на живо в сутрешния блок на радио BBC 5 песента, като въпреки цензурата, успяват да изпеят 4 пъти рефрена. Обещават, че ако спечелят, ще изнесат безплатен концерт в Англия. Съперник е Джо МакЕлдери, който за пръв път чува песента им дни преди края на седмицата на класацията, и определя групата като слаба и скучна, както и обявява, че не харесва рокмузиката.

## Албуми
Rage Against имат 4 издадени албума:
- „Rage Against the Machine“ (1992)
- „Evil Empire“ (1996)
- „The Battle of Los Angeles“ (1999)
- „Renegades“ (2000)